# Záboří (České Budějovice)
Záboří é uma comuna checa localizada na região da Boêmia do Sul, distrito de České Budějovice.
Enclave costeiro a 10 quilómetros de Sibenik, na Croácia, é famoso pelas suas pequenas praias de areia e telha, e pelas suas águas cristalinas. O seu largo passeio marítimo, paralelo ao mar, permite desfrutar de uns maravilhoso pores-do-sol. Zaboric, como outros destinos turísticos da costa dálmata, preenche os seus verões com festas cheias de desportos (vólei de praia, ténis, pesca, ciclismo), e muita atividade nocturna. Na vizinha Primosten funcionam algumas das discotecas mais populares do Adriático.